# ロシアかぜ
ロシアかぜ（ロシア風邪、Russian flu）あるいはアジアかぜ（アジア風邪、Asiatic flu）は、1889年から1890年にかけ世界的な大流行（パンデミック）を引き起こした呼吸器感染症。ロシア帝国領だった中央アジアで感染が最初に確認され、その後1895年にかけ何度も再流行を繰り返した。19世紀の最後の大流行であり、当時の世界人口15億人のうち、約100万人が犠牲となったと考えられている。

## 概要
1889年の5月にロシア帝国支配下だったブハラで最初に発生を確認。同月にはカナダのアサバスカやグリーンランドでも発生している。10月に入りロシアの帝都サンクトペテルブルクで患者が発生すると、その後ヨーロッパ全域、アメリカ合衆国へと僅か4ヶ月で地球を一周した。拡大は非常に速く、航空機の発達した、のちのパンデミックに匹敵するものだった。
日本では1890年に流行し、お染かぜ（お染風）の俗称で呼ばれた。江戸（東京）の人気芝居『お染久松』のお染から取られたもので、お染の侵入を防ぐといって「久松留守」や「お染後免」と書いた紙札が流行した。
高齢者の致死率が異様に高い、神経症状が顕著に見られるなど、通常のインフルエンザパンデミックとは異なる点も見られた。致死率は0.1-0.28%、あるいは1%ともされる。
ウイルス学が未発達であったため、原因となったウイルスは特定されていない。当時、病原菌としてインフルエンザ菌が分離されたが、後にこの菌が直接インフルエンザを起こすわけでは無いと分かり否定された。その後は、H2N2亜型あるいはH3N8亜型といったA型インフルエンザウイルスのほか、2005年にヒトコロナウイルスOC43の可能性があると発表されている。またこれに関連して、2019年に発生した新型コロナウイルス感染症（COVID-19）と症状が似ていると主張する研究者も存在する。イギリスやドイツ帝国の診療記録に残る、味覚・嗅覚の消失といった症状、倦怠感や集中力の低下といった後遺症が、新型コロナ感染症及びその後遺症（Long COVID）と共通している。